# رادکوو (استان اشوی‌داشکسیه)
رادکوو (به لهستانی:  Radków) یک روستا در لهستان است که در گمینا رادکوو (استان اشوی‌داشکسیه) واقع شده‌است. رادکوو ۶۰۰ نفر جمعیت دارد.